# Imaa Queen
Imaa Queen, nome artístico de Adam Spjuth (26 de dezembro de 1993), é uma drag queen e intérprete sueca.

## Biografia
Como Imaa Queen, foi diversas vezes indicada ao prêmio Drag of the Year da revista sueca QX, que faz parte da Gaygalan, entre 2018 e 2022. Nesse último ano, conquistou o título.
Em 2021, ele também venceu o concurso internacional de drag The EuroStars Drag Contest.
Como Imaa Queen, ela participará da primeira temporada de Drag Race Sverige, adaptação sueca do programa RuPaul's Drag Race que estreará em 2023.

## Vida pessoal
Embora seja uma pessoa de gênero não binário, ele não recorre ao uso do pronome pessoal neutro hen.

## Sites externos
- Este artigo foi inicialmente traduzido, total ou parcialmente, do artigo da Wikipédia em catalão cujo título é «Imaa Queen», especificamente desta versão.